# The Young Philadelphians
The Young Philadelphians is een Amerikaanse dramafilm uit 1959 onder regie van Vincent Sherman. Het scenario is gebaseerd op de roman The Philadelphian (1956) van de Amerikaanse auteur Richard P. Powell.

## Verhaal
De jonge, aankomende advocaat Anthony Judson Lawrence beklimt de maatschappelijke ladder in Philadelphia. Hij wordt voor verschillende ethische en emotionele dilemma's geplaatst, waarbij hij een evenwicht moet vinden tussen de noden van zijn verloofde Joan Dickinson, de verwachtingen van zijn confraters en de moeilijke opgave om zijn vriend Chester A. Gwynn te verdedigen in een moordzaak.

## Rolverdeling
| Acteur         | Personage               |
| -------------- | ----------------------- |
| Paul Newman    | Anthony Judson Lawrence |
| Barbara Rush   | Joan Dickinson          |
| Alexis Smith   | Carol Wharton           |
| Brian Keith    | Mike Flanagan           |
| Diane Brewster | Kate Judson Lawrence    |
| Billie Burke   | Mevrouw J. Arthur Allen |
| John Williams  | Gilbert Dickinson       |
| Robert Vaughn  | Chester A. Gwynn        |
| Otto Kruger    | John Marshall Wharton   |
| Paul Picerni   | Louis Donetti           |
| Robert Douglas | Morton Stearnes         |
| Frank Conroy   | Dr. Shippen Stearnes    |
| Adam West      | Bill Lawrence           |
| Anthony Eisley | Carter Henry            |
| Richard Deacon | George Archibald        |

## Prijzen en nominaties
| Jaar | Prijs  | Categorie               | Genomineerde(n) | Uitslag     |
| ---- | ------ | ----------------------- | --------------- | ----------- |
| 1959 | Oscars | Beste mannelijke bijrol | Robert Vaughn   | Genomineerd |